# Berlepschsylphe
Die Berlepschsylphe (Aglaiocercus berlepschi), als Berlepsch-Sylphe abgeleitet von „Sylphe“, ist eine Vogelart aus der Familie der Kolibris (Trochilidae). Die Art ist endemisch in Venezuela. Der Bestand wird von der IUCN als „stark gefährdet“ (endangered) eingeschätzt.

## Merkmale
Die männliche Berlepschsylphe erreicht inklusive der 14 bis 15 cm langen äußeren Schwanzfedern eine Körperlänge von etwa 22 cm bei einem Gewicht von ca. 5,5 g. Das Weibchen ist mit 9,5 bis 11 cm bei einem Gewicht von ca. 4,5 g deutlich kleiner. Das Männchen hat einen kurzen schwarzen Schnabel. Die Oberseite schimmert grün mit einem etwas dunkleren glitzernden Grün am Oberkopf. Die Unterseite ist bronzegrün, doch glitzert die Kehle blau. Die Oberschenkelfedern sind braungelb weiß. Die äußeren Steuerfedern sind extrem lang und breit und an der Basis violett, das vom Körper weg ins Blau übergeht. Die zentralen Steuerfedern sind deutlich kürzer und blaugrün gefärbt. Das Weibchen schimmert grün auf der Oberseite, hat aber einen glitzernd blauen Oberkopf. Kehle, Brust und Bauch sind überwiegend weiß, die Seiten bronzegrün. Der Schwanz ist leicht gegabelt und blaugrün. Die äußeren Steuerfedern sind weiß gefleckt und mit 4 cm deutlich kürzer und dünner als bei den Männchen. Jungvögel ähneln in der Färbung den Weibchen, doch wirken die Kopffedern ausgefranst braungelb.

## Verhalten und Ernährung
Den Nektar bezieht die Berlepschsylphe von blühendem Gestrüpp, Ranken und Bäumen. Hier bevorzugt sie insbesondere Pflanzen der Gattung Inga. Bei der Futtersuche ist sie allein oder zu zweit unterwegs und sucht ihr Futter in den Straten vom niedrigen Unterholz bis in die Baumspitzen. Sie bevorzugt Waldränder und offenes Habitat. Als sogenannter Trapliner fliegt sie regelmäßig in rascher Folge ganz bestimmte verstreute Blüten an. Ihr Territorium verteidigt sie gelegentlich sehr aggressiv. Insekten jagt sie wartend von ihrem Sitz aus.

## Lautäußerungen
Der Gesang der Berlepschsylphe enthält eine Serie piepsiger Töne, die wie bsit...bsit...bsit... klingen. Außerdem gibt sie ein hell klingendes ansteigendes tititi-titsi..si..sii-Gezwitscher von sich, das wahrscheinlich ein Jagdruf ist. Der Schwarzohrkolibri gibt ähnliche Laute von sich.

## Fortpflanzung
Die Brutzeit ist von August bis Januar. Die Berlepschsylphe legt ein gewölbtes Nest in Epiphyten an. Das Nest wird vom Weibchen gebaut, das auch das Ausbrüten der Eier übernimmt.

## Verbreitung und Lebensraum

Verbreitungsgebiet der Berlepschsylphe

Die Berlepschsylphe lebt an den Küstenhängen im Nordosten Venezuelas östlich an der Cordillera de la Costa in der Serranía de Turimiquire bis in Cordillera de Caripe an den Grenzen der Bundesstaaten Sucre, Anzoátegui und Monagas. Sie bevorzugt Gestrüpp und Waldgebiete in den subtropischen Bergzonen in Höhenlagen zwischen 1450 und 1800 Meter.

## Migration
Die Berlepschsylphe gilt als Standvogel.

## Unterarten
Die Art gilt als monotypisch.

## Etymologie und Forschungsgeschichte
Ernst Hartert beschrieb die Berlepschsylphe unter dem Namen Cyanolesbia berlepschi. Das Typusexemplar wurde in den Bergen bei Cumaná von einem Herrn Caracciolo gesammelt. Erst 1930 führte John Todd Zimmer die neue Gattung Aglaiocercus ein. Dieser Begriff setzt sich aus den griechischen Wörtern ἀγλαΐα aglaḯa für „Glanz, Pracht, Schönheit“ und κέρκος kérkos für „Schwanz“ zusammen. Der Artname ist Hans Hermann Carl Ludwig von Berlepsch (1850–1915) gewidmet.